# 列尔斯 (赫罗纳省)
列尔斯，是西班牙加泰罗尼亚赫罗纳省的一个市镇。总面积27平方公里，总人口3954人（2013年），人口密度149人/平方公里。